# Martin Shaw
Martin Shaw (Londres, 8 d'octubre de 1875 - Southwold, Suffolk, 24 d'octubre de 1958) fou un compositor, director d'orquestra i productor teatral anglès. Era germà del també músic i compositor Geoffrey Shaw, i avi de Robert Shaw (escriptor i guionista) i Mont Shaw. Entre les seves obres destacades hi ha The Cockyyolly Bird, Brer Rabbit (òpera de 1914), The Brave Little Tailor (òpera còmica), 100 Songs of Britania (col·lecció folklòrica), una fantasia per a piano i orquestra, i l'obra didàctica Principles of Church Music Composition.